# Fritz Kukuk
Fritz Kukuk (* 9. Juni 1905 in Himmighausen (heute Ortsteil von Nieheim); † 24. Dezember 1987 ebenda) war ein plattdeutscher Autor und Lyriker.

## Leben

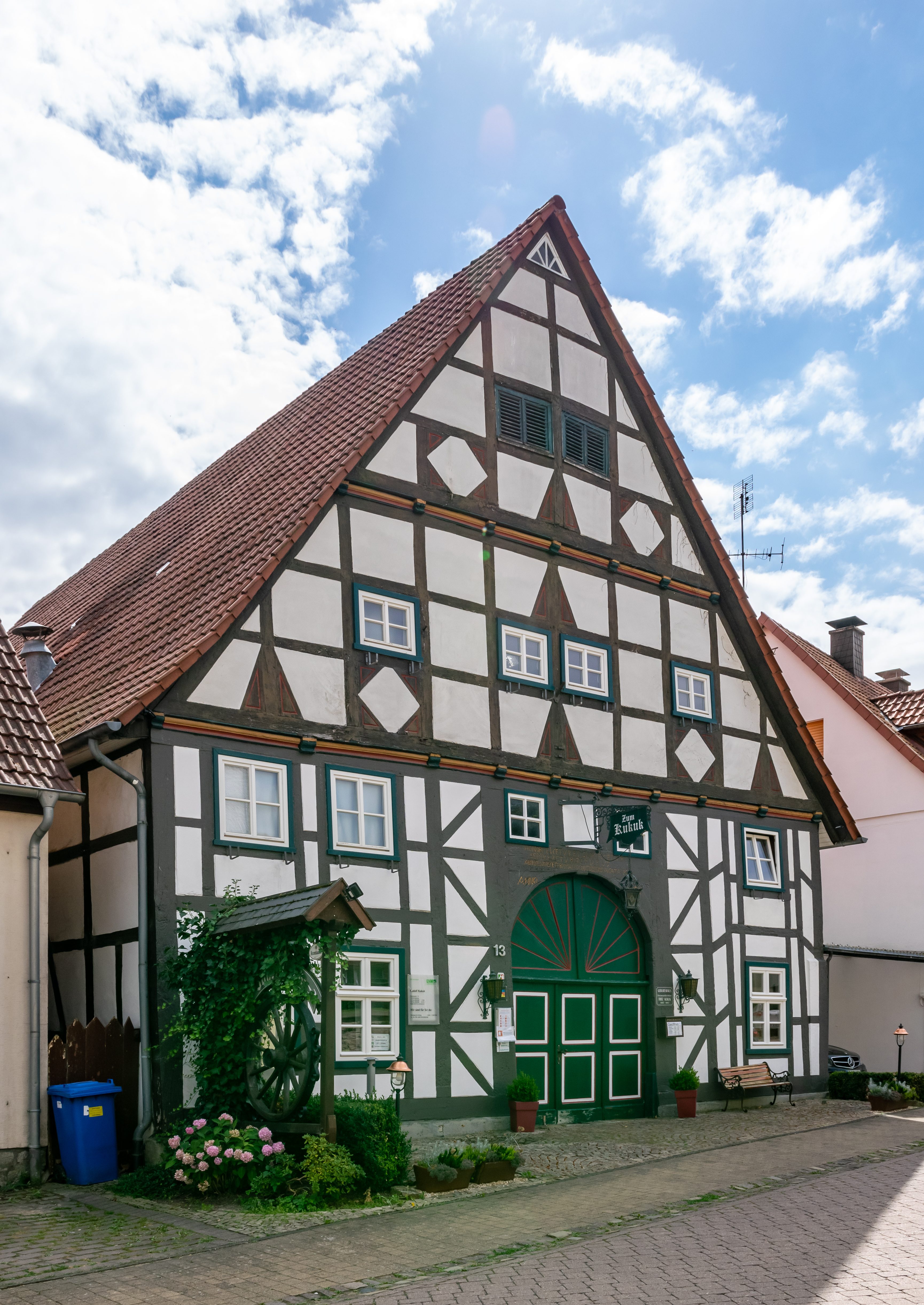
Geburtshaus von Fritz Kukuk in Himmighausen

Nach dem Besuch der Rektoratsschule in Steinheim studierte er zwei Semester an der Landwirtschaftsschule in Brakel, danach war er als Landwirtschaftslehrling auf einem Gutshof in Marienmünster tätig. Später war er in einem kaufmännischen Beruf in Dortmund beschäftigt, bevor er den Familienbetrieb übernahm. Seit 1934 schrieb er hauptsächlich Gedichte und erlangte mit seinen Werken überregionale Bekanntheit. Darüber hinaus fand sein Werk aber auch internationale Anerkennung: So wurde Fritz Kukuk u. a. die Ehre zuteil, im Jahre 1980 vom Nestor der schwedischen Germanistik für den Literatur-Nobelpreis vorgeschlagen zu werden. Ehrenamtlich war Fritz Kukuk als Consul de Mexico für Westfalen tätig.

## Werke

### Niederdeutsche Werke
Monographien
- Kinner van Duarpe : Plattdeutsche Gedichte, 1960
- Sturm üawer Land : Plattdeutsche Gedichte und Erzählungen mit hochdeutscher Übersetzung., 1974
- Tief aus dem Brunnen meiner Seele : Ausgewählte Gedichte, "plattduitske Vertellkes" und Aphorismen aus dem poetischen Vermächtnis eines begnadeten Westfalen, Hrsg. B. Kukuk, 1995

### Hochdeutsche Werke
Monographien
- Das Lied der Heimat. Gedichte eines kleinen Eggebauern. 1934 [Waldvogel].
- Gedichte. 1956.
- In grüner Au. Gedichte. 1956.
- Fernab der lauten Straßen. 1963.
- Eine kleine Melodie. Gedichte. 1970.
- Die Großen und Stillen im Lande. 1980.
- Und ewig singt die Seele. 1980.
- Hagebutten. Aphorismen. 1984.
- „Heckenrosen“. Aphorismen und Sinnsprüche zusammengestellt aus allen Werken und neu entstandene. Selbstverlag 1984.
- Christrosen. 1985.
- Immergrün. 1986.
- Wenn die Heimat ruft. 1987.
- Abendtraum. 1987.

## Mitgliedschaften und Auszeichnungen
Die Liste seiner Orden, Ehrenmitgliedschaften und Auszeichnungen umfasst u. a.:
- Ritter des Orden St. Georges Baptiste von Frankreich
- Ritter und Ehrenkommandeur des Ordens St. Jean Baptiste
- Träger des Kreuzes der Europäischen Friedensgemeinschaft
- Träger des Kreuzes Christi de Libanon am roten Band
- Träger des Auge Gottes in Gold am roten Band mit goldener Spange
- Träger des goldenen Sterns eines Grandofficier
- Cotisations u. Diplôme à vie der Accademia di Pontzen (Napoli)
- Cotisations u. Diplôme à vie der Académie de Lutèce (Paris) mit Plakette in Gold
- Ehrenmitgliedschaft der Hoffmann-von-Fallersleben-Gesellschaft
- Medaillen für Literatur in Gold 1984 (Lutèce) und 1987 (Pontzen)
- 1986 Verdienstkreuz am Bande des Verdienstordens der Bundesrepublik Deutschland (Bundesverdienstkreuz).

## Sekundärliteratur
- Franz Josef Werth: Lied des Lebens: eine Reverenz an den Lyriker Fritz Kukuk / Franz Josef Werth. Laumanns, Dülmen 1985 (Fotos: Jürgen Sulzberger).